# Ebisuchō (metropolitana di Osaka)
Ebisuchō (恵美須町駅?, Ebisuchō-eki) è una stazione della Metropolitana di Osaka situata nell'area sudorientale, lungo la strada Sakaisuji. La serve la linea Sakaisuji, e in superficie è presente l'interscambio con la linea Hankai del tram di Osaka. Il codice della stazione è K18.